# 門前典之
門前 典之（もんぜん のりゆき、1957年 -）は、日本の小説家、推理作家。

## 略歴
山口県下関市生まれ。熊本大学工学部建築学科卒業。
2001年、『建築屍材』（「人を喰らう建物」を改題）で東京創元社主催の第11回鮎川哲也賞を受賞しデビューした。受賞後のエッセイでは、「理性においても感性においても、あっと驚かせる本格推理小説を書く」ことが究極の目標だとしている。2020年、新作『エンデンジャード・トリック』を発表。

## 作品リスト

### 長編
- 『死の命題』（新風舎） 1997年9月　ISBN 978-4-797-40345-9

舞子悦司名義で投稿し、第7回鮎川哲也賞最終候補になった本格推理長編「啞吼の輪廻」（あくのりんね）を改題し自主出版したもの。
選考会で選考委員の鮎川哲也はこの作品を1位に推したものの、他の選考委員の賛同を得られなかった。
- 『屍の命題』（原書房、ミステリー・リーグ） 2010年2月　ISBN 978-4-562-04554-9

『死の命題』を改題・改稿したもの。
- 『建築屍材』（東京創元社） 2001年9月　ISBN 978-4-488-02356-0

第11回鮎川哲也賞受賞作。「人を喰らう建物」の改題。
- 『浮遊封館』（原書房、ミステリー・リーグ） 2008年7月　ISBN 978-4-562-04171-8
- 『灰王家の怪人』（南雲堂、本格ミステリー・ワールド・スペシャル） 2011年6月　ISBN 978-4-523-26502-3
- 『首なし男と踊る生首』（原書房、ミステリー・リーグ） 2015年3月　ISBN 978-4-562-05146-5
- 『エンデンジャード・トリック』（南雲堂、本格ミステリー・ワールド・スペシャル） 2020年2月　ISBN 978-4-523-26591-7

2020年12月刊行の「2021本格ミステリ・ベスト10」にランクインした。
- 『卵の中の刺殺体 - 世界最小の密室』（南雲堂、本格ミステリー・ワールド・スペシャル） 2021年12月　ISBN 978-4-523-26605-1
- 『友が消えた夏 終わらない探偵物語』（光文社文庫） 2023年2月　ISBN 978-4-334-79483-5

### 短編
- 「天空からの死者」（二階堂黎人編『不可能犯罪コレクション』、原書房、ミステリー・リーグ） 2009年6月、ISBN 978-4-562-04296-8 に収録
- 「神々の大罪」（本格ミステリ作家クラブ編『ミステリ・オールスターズ』、角川書店） 2010年9月、ISBN 978-4-04-874103-3 に収録、のち角川文庫 2012年9月 ISBN 978-4-04-100469-2
- 「猿坂城の怪」（二階堂黎人編『御城の事件〈東日本篇〉』、光文社時代小説文庫） 2020年3月　ISBN 978-4-334-77982-5 に収録